# Gasteracantha theisii
Gasteracantha theisii là một loài nhện trong họ Araneidae. Chúng được miêu tả năm 1911 bởi Embrik Strand.

## Phân loài
- Gasteracantha theisii keyana, Strand, 1911
- Gasteracantha theisii quadrisignatella, Strand, 1911